# Mali Kozinac
Mali Kozinac – wieś w Chorwacji, w żupanii karlowackiej, w gminie Barilović. W 2011 roku liczyła 29 mieszkańców.